# Hebung (Linguistik)
Hebung bzw. Senkung bezeichnen in der Linguistik einerseits einen vokalischen Lautwandel, anderseits die Betonung oder Hervorhebung bzw. Nicht-Betonung einer Silbe, eines Wortes oder eines Satzteiles.

## Hebung und Senkung als Lautwandel
Die diachrone Linguistik versteht unter Hebung und Senkung einen vokalischen Lautwandel, der durch die Veränderung des Artikulationsortes eines Vokals durch eine höhere oder niedrigere Zungenlage hervorgerufen wird. Hebungen sind damit Lautentwicklungen wie /a/ > /e/, /e/ > /i/ oder /o/ zu /u/; Senkungen sind Lautentwicklungen wie /i/ > /e/, /u/ > /o/ oder /e/ > /æ/ bzw. /a/.
Eine Hebung ist beispielsweise der voralthochdeutsch eingetretene i-Umlaut von /a/ zu /e/, vgl. althochdeutsch gast, Plural gesti, Letzteres entstanden aus voralthochdeutsch *gastiz (vgl. neuhochdeutsch Gast, Gäste). Eine viel jüngere, nur auf dialektaler Ebene sichtbare Hebung ist etwa sächsisch-meißnisch Duchter (Tochter), das – im Rahmen einer generellen Hebung von althochdeutsch /e:/, /e/ und /o/ – aus althochdeutsch tochter entstanden ist. Im Englischen besteht die Great Vowel Shift im Bereich der Langvokale aus Hebungen, etwa bei /e:/ > /i:/ wie in feet (Fuss) oder /o:/ > /u:/ wie in moon (Mond).
Senkungen sind beispielsweise der voralthochdeutsch eingetretene a-Umlaut von /u/ zu /o/, vgl. althochdeutsch giflogan (geflogen), das auf voralthochdeutsch *gifluganaz zurückgeht. Auf dialektaler Ebene sind Senkungen besonders verbreitet im Westmitteldeutschen anzutreffen, wo beispielsweise althochdeutsch kind (Kind) zu mundartlich Kend geworden ist. Im Englischen zeigt die Great Vowel Shift im Bereich der Kurzvokale Senkungen, so bei /o/ > /ɒ/ wie in fox (Fuchs) oder /u/ > /ʌ/ wie in cut (schneiden).

## Hebung als Satzakzent
Die Hebung der Stimme in der Intonation hat in der Kommunikation verschiedene Bedeutungen:
Im Deutschen fallen die Hebungen grundsätzlich auf Silben, die auch in ungebundener Rede beziehungsweise in der Prosa betont werden – beispielsweise im bekannten Goethe-Zitat
„Es irrt der Mensch, so lang er strebt.“
Hebungen in der gebundenen Rede erscheinen bei akzentorientierter Metrik durch das Versmaß bedingt auch bei im natürlichen Sprechen nicht betonten Silben, der umgekehrte Fall (dass eine natürliche Hebung durch das Versmaß gedrückt wird) ist im Allgemeinen unerwünscht. 
Hebungen am Ende eines Satzes markieren eine Frage.
Daneben setzen Hebungen aber einen Satzakzent, mit bedeutungstragender Funktion. Als Beispiel gilt:
„Heute so, und morgen so“ – immer gleich
„Heute so, und morgen so“ – immer anders
Im Chinesischen markieren Hebungen den zweiten (steigenden) und den dritten (fallend-steigenden) Ton, Senkungen den dritten und den vierten (fallenden) Ton. Sie verändern nicht den Inhalt des Satzes, sondern die Interpretation einer Lautung.